# Classique de Saint-Sébastien 2024
La Classique de Saint-Sébastien 2024 (en basque : Donostia San Sebastian Klasikoa 2024; en espagnol : Clásica San Sebastián 2024) est la 43e édition de cette course cycliste masculine sur route. Elle a lieu le 10 août 2024 au Pays basque, en Espagne, et fait partie du calendrier UCI World Tour 2024. 

## Présentation

### Parcours
Le parcours de 236 km est 5,7 kilomètres plus long que l'édition précédente. Partant de Saint-Sébastien, la classique comporte sept côtes répertoriées, les trois dernières à franchir étant Jaizkibel (7,9 km avec une pente moyenne de 5,6 %, sommet à 60,5 km de l'arrivée), la côte d'Erlaitz (3,8 km avec une pente moyenne de 10,6 %, sommet à 40,8 km de l'arrivée) et la nouvelle côte de Pilotegi (2 km avec une pente moyenne de 11,7 % dont un passage à 27 %) dont le sommet se situe à 7,6 km de la ligne d'arrivée tracée sur Zurriola à Saint-Sébastien que les coureurs franchissent une première fois à 77,1 km du terme, soit avant les trois côtes précitées.

### Équipes
La Classique de Saint-Sébastien faisant partie du calendrier de l'UCI World Tour, les dix-huit « World Teams » y participent. Sept équipes continentales professionnelles sont invitées.
| WorldTeams (18)- Soudal Quick-Step - UAE Team Emirates - EF Education-EasyPost - Bahrain Victorious - Movistar Team - Decathlon-AG2R La Mondiale - Team Visma \| Lease a Bike - Team dsm-firmenich PostNL - Lidl-Trek - Astana Qazaqstan Team - Intermarché-Wanty - Team Jayco AlUla - Cofidis - Red Bull-Bora-Hansgrohe - Groupama-FDJ - Alpecin-Deceuninck - Arkéa-B&B Hotels - Ineos Grenadiers ProTeams (7)- Equipo Kern Pharma - Lotto Dstny - Israel-Premier Tech - Caja Rural-Seguros RGA - Euskaltel-Euskadi - Uno-X Mobility - TotalEnergies |
| |

## Classement final
| \| Classement général \| Classement général \| Classement général \| Classement général \| Classement général \| \| Coureur \| Coureur \| Pays \| Équipe \| Temps \| \| ------------------ \| ------------------- \| ------------------ \| -------------------------- \| ------------------ \| \| 1er \| Marc Hirschi \| Suisse \| UAE Team Emirates \| 5 h 46 min 12 s \| \| 2e \| Julian Alaphilippe \| France \| Soudal Quick-Step \| + 0 s \| \| 3e \| Lennert Van Eetvelt \| Belgique \| Lotto Dstny \| + 7 s \| \| 4e \| Kevin Vermaerke \| États-Unis \| Team dsm-firmenich PostNL \| + 17 s \| \| 5e \| Jhonatan Narváez \| Équateur \| Ineos Grenadiers \| + 25 s \| \| 6e \| Neilson Powless \| États-Unis \| EF Education-EasyPost \| + 25 s \| \| 7e \| Patrick Konrad \| Autriche \| Lidl-Trek \| + 25 s \| \| 8e \| Michael Woods \| Canada \| Israel-Premier Tech \| + 25 s \| \| 9e \| Jan Christen \| Suisse \| UAE Team Emirates \| + 36 s \| \| 10e \| Brandon McNulty \| États-Unis \| UAE Team Emirates \| + 37 s \| \| 11e \| Ben O'Connor \| Australie \| Decathlon-AG2R La Mondiale \| + 37 s \| \| 12e \| George Bennett \| Nouvelle-Zélande \| Israel-Premier Tech \| + 37 s \| \| 13e \| Jefferson Cepeda \| Équateur \| Caja Rural-Seguros RGA \| + 37 s \| \| 14e \| Clément Berthet \| France \| Decathlon-AG2R La Mondiale \| + 39 s \| \| 15e \| Florian Lipowitz \| Allemagne \| Red Bull-Bora-Hansgrohe \| + 53 s \| \| 16e \| Andreas Kron \| Danemark \| Lotto Dstny \| + 1 min 34 s \| \| 17e \| Pablo Castrillo \| Espagne \| Equipo Kern Pharma \| + 1 min 38 s \| \| 18e \| Maxim Van Gils \| Belgique \| Lotto Dstny \| + 2 min 17 s \| \| 19e \| Pavel Sivakov \| France \| UAE Team Emirates \| + 2 min 17 s \| \| 20e \| Julien Bernard \| France \| Lidl-Trek \| + 3 min 53 s \| |                     |                  |                            |                 |
| |                     |                  |                            |                 |
| Source : ProCyclingStats |                     |                  |                            |                 |
| Classement général |                     |                  |                            |                 |
| Coureur | Coureur             | Pays             | Équipe                     | Temps           |
| 1er | Marc Hirschi        | Suisse           | UAE Team Emirates          | 5 h 46 min 12 s |
| 2e | Julian Alaphilippe  | France           | Soudal Quick-Step          | + 0 s           |
| 3e | Lennert Van Eetvelt | Belgique         | Lotto Dstny                | + 7 s           |
| 4e | Kevin Vermaerke     | États-Unis       | Team dsm-firmenich PostNL  | + 17 s          |
| 5e | Jhonatan Narváez    | Équateur         | Ineos Grenadiers           | + 25 s          |
| 6e | Neilson Powless     | États-Unis       | EF Education-EasyPost      | + 25 s          |
| 7e | Patrick Konrad      | Autriche         | Lidl-Trek                  | + 25 s          |
| 8e | Michael Woods       | Canada           | Israel-Premier Tech        | + 25 s          |
| 9e | Jan Christen        | Suisse           | UAE Team Emirates          | + 36 s          |
| 10e | Brandon McNulty     | États-Unis       | UAE Team Emirates          | + 37 s          |
| 11e | Ben O'Connor        | Australie        | Decathlon-AG2R La Mondiale | + 37 s          |
| 12e | George Bennett      | Nouvelle-Zélande | Israel-Premier Tech        | + 37 s          |
| 13e | Jefferson Cepeda    | Équateur         | Caja Rural-Seguros RGA     | + 37 s          |
| 14e | Clément Berthet     | France           | Decathlon-AG2R La Mondiale | + 39 s          |
| 15e | Florian Lipowitz    | Allemagne        | Red Bull-Bora-Hansgrohe    | + 53 s          |
| 16e | Andreas Kron        | Danemark         | Lotto Dstny                | + 1 min 34 s    |
| 17e | Pablo Castrillo     | Espagne          | Equipo Kern Pharma         | + 1 min 38 s    |
| 18e | Maxim Van Gils      | Belgique         | Lotto Dstny                | + 2 min 17 s    |
| 19e | Pavel Sivakov       | France           | UAE Team Emirates          | + 2 min 17 s    |
| 20e | Julien Bernard      | France           | Lidl-Trek                  | + 3 min 53 s    |

## Liste des participants
| Soudal Quick-Step SOQ | Soudal Quick-Step SOQ       | Soudal Quick-Step SOQ |
| --------------------- | --------------------------- | --------------------- |
| Num                   | Coureur                     | Pos                   |
| 1                     | Julian Alaphilippe (FRA)    | 2e                    |
| 2                     | Kasper Asgreen (DEN)        | AB                    |
| 3                     | Mattia Cattaneo (ITA)       | AB                    |
| 4                     | Gil Gelders (BEL)           | AB                    |
| 5                     | Mikel Landa (ESP)           | 33e                   |
| 6                     | William Junior Lecerf (BEL) | 52e                   |
| 7                     | Mauri Vansevenant (BEL)     | 25e                   |

| UAE Team Emirates UAD | UAE Team Emirates UAD | UAE Team Emirates UAD |
| --------------------- | --------------------- | --------------------- |
| Num                   | Coureur               | Pos                   |
| 11                    | Igor Arrieta (ESP)    | AB                    |
| 12                    | Alessandro Covi (ITA) | AB                    |
| 13                    | Isaac Del Toro (MEX)  | 49e                   |
| 14                    | Jan Christen (SUI)    | 9e                    |
| 15                    | Marc Hirschi (SUI)    | 1er                   |
| 16                    | Pavel Sivakov (FRA)   | 19e                   |
| 17                    | Brandon McNulty (USA) | 10e                   |

| EF Education-EasyPost EFE | EF Education-EasyPost EFE | EF Education-EasyPost EFE |
| ------------------------- | ------------------------- | ------------------------- |
| Num                       | Coureur                   | Pos                       |
| 21                        | Markel Beloki (ESP)       | AB                        |
| 22                        | Simon Carr (GBR)          | AB                        |
| 23                        | Stefan de Bod (RSA)       | 71e                       |
| 24                        | Neilson Powless (USA)     | 6e                        |
| 25                        | Sean Quinn (USA) (route)  | AB                        |
| 26                        | Hugh Carthy (GBR)         | 48e                       |
| 27                        | Harry Sweeny (AUS)        | AB                        |

| Bahrain Victorious TBV | Bahrain Victorious TBV  | Bahrain Victorious TBV |
| ---------------------- | ----------------------- | ---------------------- |
| Num                    | Coureur                 | Pos                    |
| 31                     | Yukiya Arashiro (JPN)   | AB                     |
| 32                     | Santiago Buitrago (COL) | 42e                    |
| 33                     | Damiano Caruso (ITA)    | AB                     |
| 34                     | Jack Haig (AUS)         | 30e                    |
| 35                     | Finlay Pickering (GBR)  | AB                     |
| 36                     | Jasha Sütterlin (GER)   | AB                     |
| 37                     | Torstein Træen (NOR)    | 82e                    |

| Movistar Team MOV | Movistar Team MOV           | Movistar Team MOV |
| ----------------- | --------------------------- | ----------------- |
| Num               | Coureur                     | Pos               |
| 41                | Alex Aranburu (ESP) (route) | 54e               |
| 42                | Ruben Guerreiro (POR)       | AB                |
| 43                | Antonio Pedrero (ESP)       | AB                |
| 44                | Einer Rubio (COL)           | 51e               |
| 45                | Sergio Samitier (ESP)       | 61e               |
| 46                | Iván Romeo (ESP)            | 38e               |
| 47                | Iván Sosa (COL)             | AB                |

| Decathlon-AG2R La Mondiale DAT | Decathlon-AG2R La Mondiale DAT | Decathlon-AG2R La Mondiale DAT |
| ------------------------------ | ------------------------------ | ------------------------------ |
| Num                            | Coureur                        | Pos                            |
| 51                             | Alex Baudin (FRA)              | 59e                            |
| 52                             | Ben O'Connor (AUS)             | 11e                            |
| 53                             | Clément Berthet (FRA)          | 14e                            |
| 54                             | Nans Peters (FRA)              | AB                             |
| 55                             | Nicolas Prodhomme (FRA)        | 43e                            |
| 56                             | Jordan Labrosse (FRA)          | AB                             |
| 57                             | Lawrence Warbasse (USA)        | 29e                            |

| Team Visma \| Lease a Bike TVL | Team Visma \| Lease a Bike TVL | Team Visma \| Lease a Bike TVL |
| ------------------------------ | ------------------------------ | ------------------------------ |
| Num                            | Coureur                        | Pos                            |
| 61                             | Sepp Kuss (USA)                | 34e                            |
| 62                             | Dylan van Baarle (NED)         | 66e                            |
| 63                             | Thomas Gloag (GBR)             | AB                             |
| 64                             | Jonas Vingegaard (DEN)         | AB                             |
| 65                             | Wilco Kelderman (NED)          | 36e                            |
| 66                             | Milan Vader (NED)              | AB                             |
| 67                             | Julien Vermote (BEL)           | AB                             |

| Team dsm-firmenich PostNL DFP | Team dsm-firmenich PostNL DFP | Team dsm-firmenich PostNL DFP |
| ----------------------------- | ----------------------------- | ----------------------------- |
| Num                           | Coureur                       | Pos                           |
| 71                            | Romain Bardet (FRA)           | AB                            |
| 72                            | Warren Barguil (FRA)          | AB                            |
| 73                            | Romain Combaud (FRA)          | AB                            |
| 74                            | Chris Hamilton (AUS)          | 62e                           |
| 75                            | Gijs Leemreize (NED)          | 81e                           |
| 76                            | Martijn Tusveld (NED)         | AB                            |
| 77                            | Kevin Vermaerke (USA)         | 4e                            |

| Lidl-Trek LTK | Lidl-Trek LTK                 | Lidl-Trek LTK |
| ------------- | ----------------------------- | ------------- |
| Num           | Coureur                       | Pos           |
| 81            | Giulio Ciccone (ITA)          | 35e           |
| 82            | Julien Bernard (FRA)          | 21e           |
| 83            | Jacopo Mosca (ITA)            | AB            |
| 84            | Amanuel Ghebreigzabhier (ERI) | 80e           |
| 85            | Juan Pedro López (ESP)        | 44e           |
| 86            | Patrick Konrad (AUT)          | 7e            |
| 87            | Sam Oomen (NED)               | 45e           |

| Equipo Kern Pharma EKP | Equipo Kern Pharma EKP     | Equipo Kern Pharma EKP |
| ---------------------- | -------------------------- | ---------------------- |
| Num                    | Coureur                    | Pos                    |
| 91                     | Pablo Castrillo (ESP)      | 17e                    |
| 92                     | Jon Agirre (ESP)           | AB                     |
| 93                     | Urko Berrade (ESP)         | 46e                    |
| 94                     | Pau Miquel (ESP)           | 37e                    |
| 95                     | Unai Iribar (ESP)          | 41e                    |
| 96                     | Carlos García Pierna (ESP) | 55e                    |
| 97                     | Jordi López (ESP)          | AB                     |

| Astana Qazaqstan Team AST | Astana Qazaqstan Team AST | Astana Qazaqstan Team AST |
| ------------------------- | ------------------------- | ------------------------- |
| Num                       | Coureur                   | Pos                       |
| 101                       | Gleb Brussenskiy (KAZ)    | AB                        |
| 102                       | Anthon Charmig (DEN)      | 32e                       |
| 103                       | Gianmarco Garofoli (ITA)  | 77e                       |
| 104                       | Daniil Marukhin (KAZ)     | AB                        |
| 105                       | Santiago Umba (COL)       | 50e                       |
| 106                       | Simone Velasco (ITA)      | 72e                       |
| 107                       | Ide Schelling (NED)       | AB                        |

| Intermarché-Wanty IWA | Intermarché-Wanty IWA   | Intermarché-Wanty IWA |
| --------------------- | ----------------------- | --------------------- |
| Num                   | Coureur                 | Pos                   |
| 111                   | Lilian Calmejane (FRA)  | AB                    |
| 112                   | Kevin Colleoni (ITA)    | 67e                   |
| 113                   | Dries De Pooter (BEL)   | AB                    |
| 114                   | Alexy Faure Prost (FRA) | AB                    |
| 115                   | Tom Paquot (BEL)        | AB                    |
| 116                   | Simone Petilli (ITA)    | 65e                   |
| 117                   | Lorenzo Rota (ITA)      | 67e                   |

| Lotto Dstny LTD | Lotto Dstny LTD           | Lotto Dstny LTD |
| --------------- | ------------------------- | --------------- |
| Num             | Coureur                   | Pos             |
| 121             | Johannes Adamietz (GER)   | AB              |
| 122             | Logan Currie (NZL)        | AB              |
| 123             | Andreas Kron (DEN)        | 16e             |
| 124             | Sylvain Moniquet (BEL)    | AB              |
| 125             | Lennert Van Eetvelt (BEL) | 3e              |
| 126             | Maxim Van Gils (BEL)      | 18e             |
| 127             | Henri Vandenabeele (BEL)  | AB              |

| Israel-Premier Tech IPT | Israel-Premier Tech IPT     | Israel-Premier Tech IPT |
| ----------------------- | --------------------------- | ----------------------- |
| Num                     | Coureur                     | Pos                     |
| 131                     | George Bennett (NZL)        | 12e                     |
| 132                     | Marco Frigo (ITA)           | 79e                     |
| 133                     | Mason Hollyman (GBR)        | AB                      |
| 134                     | Matthew Riccitello (USA)    | 84e                     |
| 135                     | Guy Sagiv (ISR)             | AB                      |
| 136                     | Riley Sheehan (USA)         | AB                      |
| 137                     | Michael Woods (CAN) (route) | 8e                      |

| Team Jayco AlUla JAY | Team Jayco AlUla JAY          | Team Jayco AlUla JAY |
| -------------------- | ----------------------------- | -------------------- |
| Num                  | Coureur                       | Pos                  |
| 141                  | Simon Yates (GBR)             | AB                   |
| 142                  | Lawson Craddock (USA)         | AB                   |
| 143                  | Christopher Juul Jensen (DEN) | AB                   |
| 144                  | Chris Harper (AUS)            | AB                   |
| 145                  | Hagos Welay Berhe (ETH)       | 68e                  |
| 146                  | Filippo Zana (ITA)            | 31e                  |
| 147                  | Davide De Pretto (ITA)        | AB                   |

| Cofidis COF | Cofidis COF           | Cofidis COF |
| ----------- | --------------------- | ----------- |
| Num         | Coureur               | Pos         |
| 151         | Ion Izagirre (ESP)    | 47e         |
| 152         | Kenny Elissonde (FRA) | 73e         |
| 153         | Simon Geschke (GER)   | AB          |
| 154         | Jesús Herrada (ESP)   | AB          |
| 155         | Gorka Izagirre (ESP)  | 60e         |
| 156         | Jonathan Lastra (ESP) | 58e         |
| 157         | Hugo Toumire (FRA)    | AB          |

| Red Bull-Bora-Hansgrohe RBH | Red Bull-Bora-Hansgrohe RBH   | Red Bull-Bora-Hansgrohe RBH |
| --------------------------- | ----------------------------- | --------------------------- |
| Num                         | Coureur                       | Pos                         |
| 161                         | Daniel Martínez (COL)         | AB                          |
| 162                         | Roger Adrià (ESP)             | 40e                         |
| 163                         | Giovanni Aleotti (ITA)        | 23e                         |
| 164                         | Florian Lipowitz (GER)        | 15e                         |
| 165                         | Sergio Higuita (COL)          | 69e                         |
| 166                         | Alexander Hajek (AUT) (route) | 26e                         |
| 167                         | Ben Zwiehoff (GER)            | AB                          |

| Caja Rural-Seguros RGA CJR | Caja Rural-Seguros RGA CJR | Caja Rural-Seguros RGA CJR |
| -------------------------- | -------------------------- | -------------------------- |
| Num                        | Coureur                    | Pos                        |
| 171                        | Fernando Barceló (ESP)     | AB                         |
| 172                        | Abel Balderstone (ESP)     | AB                         |
| 173                        | Jefferson Cepeda (ECU)     | 13e                        |
| 174                        | Joseba López (ESP)         | 63e                        |
| 175                        | Joel Nicolau (ESP)         | 53e                        |
| 176                        | Eduard Prades (ESP)        | AB                         |
| 177                        | Thomas Silva (URU)         | 76e                        |

| Groupama-FDJ GFC | Groupama-FDJ GFC       | Groupama-FDJ GFC |
| ---------------- | ---------------------- | ---------------- |
| Num              | Coureur                | Pos              |
| 181              | Lenny Martinez (FRA)   | AB               |
| 182              | Lorenzo Germani (ITA)  | AB               |
| 183              | Olivier Le Gac (FRA)   | AB               |
| 184              | Enzo Paleni (FRA)      | AB               |
| 185              | Rémy Rochas (FRA)      | 20e              |
| 186              | Reuben Thompson (NZL)  | AB               |
| 187              | Eddy Le Huitouze (FRA) | AB               |

| Euskaltel-Euskadi EUS | Euskaltel-Euskadi EUS    | Euskaltel-Euskadi EUS |
| --------------------- | ------------------------ | --------------------- |
| Num                   | Coureur                  | Pos                   |
| 191                   | Nicolás Alustiza (ESP)   | AB                    |
| 192                   | Asier Etxeberria (ESP)   | AB                    |
| 193                   | Joan Bou (ESP)           | AB                    |
| 194                   | Mikel Bizkarra (ESP)     | AB                    |
| 195                   | Xabier Berasategi (ESP)  | 64e                   |
| 196                   | Xabier Isasa (ESP)       | 75e                   |
| 197                   | Víctor de la Parte (ESP) | 57e                   |

| Alpecin-Deceuninck ADC | Alpecin-Deceuninck ADC  | Alpecin-Deceuninck ADC |
| ---------------------- | ----------------------- | ---------------------- |
| Num                    | Coureur                 | Pos                    |
| 201                    | Tobias Bayer (AUT)      | AB                     |
| 202                    | Nicola Conci (ITA)      | 74e                    |
| 203                    | Michael Gogl (AUT)      | AB                     |
| 204                    | Jimmy Janssens (BEL)    | 56e                    |
| 205                    | Axel Laurance (FRA)     | AB                     |
| 206                    | Stan Van Tricht (BEL)   | AB                     |
| 207                    | Gianni Vermeersch (BEL) | AB                     |

| Arkéa-B&B Hotels ARK | Arkéa-B&B Hotels ARK      | Arkéa-B&B Hotels ARK |
| -------------------- | ------------------------- | -------------------- |
| Num                  | Coureur                   | Pos                  |
| 211                  | Louis Barré (FRA)         | 78e                  |
| 212                  | Clément Champoussin (FRA) | 70e                  |
| 213                  | Michel Ries (LUX)         | AB                   |
| 214                  | Thibault Guernalec (FRA)  | AB                   |
| 215                  | Simon Guglielmi (FRA)     | AB                   |
| 216                  | Laurens Huys (BEL)        | 83e                  |
| 217                  | Łukasz Owsian (POL)       | AB                   |

| Ineos Grenadiers IGD | Ineos Grenadiers IGD               | Ineos Grenadiers IGD |
| -------------------- | ---------------------------------- | -------------------- |
| Num                  | Coureur                            | Pos                  |
| 221                  | Jonathan Castroviejo (ESP)         | AB                   |
| 222                  | Omar Fraile (ESP)                  | AB                   |
| 223                  | Michael Leonard (CAN)              | AB                   |
| 224                  | Jhonatan Narváez (ECU) (route)     | 5e                   |
| 225                  | Salvatore Puccio (ITA)             | AB                   |
| 226                  | Óscar Rodríguez Garaicoechea (ESP) | 28e                  |
| 227                  | Connor Swift (GBR)                 | AB                   |

| Uno-X Mobility UXM | Uno-X Mobility UXM         | Uno-X Mobility UXM |
| ------------------ | -------------------------- | ------------------ |
| Num                | Coureur                    | Pos                |
| 231                | Odd Christian Eiking (NOR) | 39e                |
| 232                | Fredrik Dversnes (NOR)     | AB                 |
| 233                | Ådne Holter (NOR)          | AB                 |
| 234                | Anders Johannessen (NOR)   | AB                 |
| 235                | Tobias Johannessen (NOR)   | 24e                |
| 236                | Johannes Kulset (NOR)      | AB                 |
| 237                | Anders Skaarseth (NOR)     | AB                 |

| TotalEnergies TEN | TotalEnergies TEN       | TotalEnergies TEN |
| ----------------- | ----------------------- | ----------------- |
| Num               | Coureur                 | Pos               |
| 241               | Steff Cras (BEL)        | AB                |
| 242               | Pierre Latour (FRA)     | AB                |
| 243               | Valentin Ferron (FRA)   | AB                |
| 244               | Fabien Grellier (FRA)   | AB                |
| 245               | Jordan Jegat (FRA)      | 27e               |
| 246               | Alan Jousseaume (FRA)   | AB                |
| 247               | Alexis Vuillermoz (FRA) | AB                |

| Soudal Quick-Step SOQ | Soudal Quick-Step SOQ       | Soudal Quick-Step SOQ |
| --------------------- | --------------------------- | --------------------- |
| Num                   | Coureur                     | Pos                   |
| 1                     | Julian Alaphilippe (FRA)    | 2e                    |
| 2                     | Kasper Asgreen (DEN)        | AB                    |
| 3                     | Mattia Cattaneo (ITA)       | AB                    |
| 4                     | Gil Gelders (BEL)           | AB                    |
| 5                     | Mikel Landa (ESP)           | 33e                   |
| 6                     | William Junior Lecerf (BEL) | 52e                   |
| 7                     | Mauri Vansevenant (BEL)     | 25e                   |

| UAE Team Emirates UAD | UAE Team Emirates UAD | UAE Team Emirates UAD |
| --------------------- | --------------------- | --------------------- |
| Num                   | Coureur               | Pos                   |
| 11                    | Igor Arrieta (ESP)    | AB                    |
| 12                    | Alessandro Covi (ITA) | AB                    |
| 13                    | Isaac Del Toro (MEX)  | 49e                   |
| 14                    | Jan Christen (SUI)    | 9e                    |
| 15                    | Marc Hirschi (SUI)    | 1er                   |
| 16                    | Pavel Sivakov (FRA)   | 19e                   |
| 17                    | Brandon McNulty (USA) | 10e                   |

| EF Education-EasyPost EFE | EF Education-EasyPost EFE | EF Education-EasyPost EFE |
| ------------------------- | ------------------------- | ------------------------- |
| Num                       | Coureur                   | Pos                       |
| 21                        | Markel Beloki (ESP)       | AB                        |
| 22                        | Simon Carr (GBR)          | AB                        |
| 23                        | Stefan de Bod (RSA)       | 71e                       |
| 24                        | Neilson Powless (USA)     | 6e                        |
| 25                        | Sean Quinn (USA) (route)  | AB                        |
| 26                        | Hugh Carthy (GBR)         | 48e                       |
| 27                        | Harry Sweeny (AUS)        | AB                        |

| Bahrain Victorious TBV | Bahrain Victorious TBV  | Bahrain Victorious TBV |
| ---------------------- | ----------------------- | ---------------------- |
| Num                    | Coureur                 | Pos                    |
| 31                     | Yukiya Arashiro (JPN)   | AB                     |
| 32                     | Santiago Buitrago (COL) | 42e                    |
| 33                     | Damiano Caruso (ITA)    | AB                     |
| 34                     | Jack Haig (AUS)         | 30e                    |
| 35                     | Finlay Pickering (GBR)  | AB                     |
| 36                     | Jasha Sütterlin (GER)   | AB                     |
| 37                     | Torstein Træen (NOR)    | 82e                    |

| Movistar Team MOV | Movistar Team MOV           | Movistar Team MOV |
| ----------------- | --------------------------- | ----------------- |
| Num               | Coureur                     | Pos               |
| 41                | Alex Aranburu (ESP) (route) | 54e               |
| 42                | Ruben Guerreiro (POR)       | AB                |
| 43                | Antonio Pedrero (ESP)       | AB                |
| 44                | Einer Rubio (COL)           | 51e               |
| 45                | Sergio Samitier (ESP)       | 61e               |
| 46                | Iván Romeo (ESP)            | 38e               |
| 47                | Iván Sosa (COL)             | AB                |

| Decathlon-AG2R La Mondiale DAT | Decathlon-AG2R La Mondiale DAT | Decathlon-AG2R La Mondiale DAT |
| ------------------------------ | ------------------------------ | ------------------------------ |
| Num                            | Coureur                        | Pos                            |
| 51                             | Alex Baudin (FRA)              | 59e                            |
| 52                             | Ben O'Connor (AUS)             | 11e                            |
| 53                             | Clément Berthet (FRA)          | 14e                            |
| 54                             | Nans Peters (FRA)              | AB                             |
| 55                             | Nicolas Prodhomme (FRA)        | 43e                            |
| 56                             | Jordan Labrosse (FRA)          | AB                             |
| 57                             | Lawrence Warbasse (USA)        | 29e                            |

| Team Visma \| Lease a Bike TVL | Team Visma \| Lease a Bike TVL | Team Visma \| Lease a Bike TVL |
| ------------------------------ | ------------------------------ | ------------------------------ |
| Num                            | Coureur                        | Pos                            |
| 61                             | Sepp Kuss (USA)                | 34e                            |
| 62                             | Dylan van Baarle (NED)         | 66e                            |
| 63                             | Thomas Gloag (GBR)             | AB                             |
| 64                             | Jonas Vingegaard (DEN)         | AB                             |
| 65                             | Wilco Kelderman (NED)          | 36e                            |
| 66                             | Milan Vader (NED)              | AB                             |
| 67                             | Julien Vermote (BEL)           | AB                             |

| Team dsm-firmenich PostNL DFP | Team dsm-firmenich PostNL DFP | Team dsm-firmenich PostNL DFP |
| ----------------------------- | ----------------------------- | ----------------------------- |
| Num                           | Coureur                       | Pos                           |
| 71                            | Romain Bardet (FRA)           | AB                            |
| 72                            | Warren Barguil (FRA)          | AB                            |
| 73                            | Romain Combaud (FRA)          | AB                            |
| 74                            | Chris Hamilton (AUS)          | 62e                           |
| 75                            | Gijs Leemreize (NED)          | 81e                           |
| 76                            | Martijn Tusveld (NED)         | AB                            |
| 77                            | Kevin Vermaerke (USA)         | 4e                            |

| Lidl-Trek LTK | Lidl-Trek LTK                 | Lidl-Trek LTK |
| ------------- | ----------------------------- | ------------- |
| Num           | Coureur                       | Pos           |
| 81            | Giulio Ciccone (ITA)          | 35e           |
| 82            | Julien Bernard (FRA)          | 21e           |
| 83            | Jacopo Mosca (ITA)            | AB            |
| 84            | Amanuel Ghebreigzabhier (ERI) | 80e           |
| 85            | Juan Pedro López (ESP)        | 44e           |
| 86            | Patrick Konrad (AUT)          | 7e            |
| 87            | Sam Oomen (NED)               | 45e           |

| Equipo Kern Pharma EKP | Equipo Kern Pharma EKP     | Equipo Kern Pharma EKP |
| ---------------------- | -------------------------- | ---------------------- |
| Num                    | Coureur                    | Pos                    |
| 91                     | Pablo Castrillo (ESP)      | 17e                    |
| 92                     | Jon Agirre (ESP)           | AB                     |
| 93                     | Urko Berrade (ESP)         | 46e                    |
| 94                     | Pau Miquel (ESP)           | 37e                    |
| 95                     | Unai Iribar (ESP)          | 41e                    |
| 96                     | Carlos García Pierna (ESP) | 55e                    |
| 97                     | Jordi López (ESP)          | AB                     |

| Astana Qazaqstan Team AST | Astana Qazaqstan Team AST | Astana Qazaqstan Team AST |
| ------------------------- | ------------------------- | ------------------------- |
| Num                       | Coureur                   | Pos                       |
| 101                       | Gleb Brussenskiy (KAZ)    | AB                        |
| 102                       | Anthon Charmig (DEN)      | 32e                       |
| 103                       | Gianmarco Garofoli (ITA)  | 77e                       |
| 104                       | Daniil Marukhin (KAZ)     | AB                        |
| 105                       | Santiago Umba (COL)       | 50e                       |
| 106                       | Simone Velasco (ITA)      | 72e                       |
| 107                       | Ide Schelling (NED)       | AB                        |

| Intermarché-Wanty IWA | Intermarché-Wanty IWA   | Intermarché-Wanty IWA |
| --------------------- | ----------------------- | --------------------- |
| Num                   | Coureur                 | Pos                   |
| 111                   | Lilian Calmejane (FRA)  | AB                    |
| 112                   | Kevin Colleoni (ITA)    | 67e                   |
| 113                   | Dries De Pooter (BEL)   | AB                    |
| 114                   | Alexy Faure Prost (FRA) | AB                    |
| 115                   | Tom Paquot (BEL)        | AB                    |
| 116                   | Simone Petilli (ITA)    | 65e                   |
| 117                   | Lorenzo Rota (ITA)      | 67e                   |

| Lotto Dstny LTD | Lotto Dstny LTD           | Lotto Dstny LTD |
| --------------- | ------------------------- | --------------- |
| Num             | Coureur                   | Pos             |
| 121             | Johannes Adamietz (GER)   | AB              |
| 122             | Logan Currie (NZL)        | AB              |
| 123             | Andreas Kron (DEN)        | 16e             |
| 124             | Sylvain Moniquet (BEL)    | AB              |
| 125             | Lennert Van Eetvelt (BEL) | 3e              |
| 126             | Maxim Van Gils (BEL)      | 18e             |
| 127             | Henri Vandenabeele (BEL)  | AB              |

| Israel-Premier Tech IPT | Israel-Premier Tech IPT     | Israel-Premier Tech IPT |
| ----------------------- | --------------------------- | ----------------------- |
| Num                     | Coureur                     | Pos                     |
| 131                     | George Bennett (NZL)        | 12e                     |
| 132                     | Marco Frigo (ITA)           | 79e                     |
| 133                     | Mason Hollyman (GBR)        | AB                      |
| 134                     | Matthew Riccitello (USA)    | 84e                     |
| 135                     | Guy Sagiv (ISR)             | AB                      |
| 136                     | Riley Sheehan (USA)         | AB                      |
| 137                     | Michael Woods (CAN) (route) | 8e                      |

| Team Jayco AlUla JAY | Team Jayco AlUla JAY          | Team Jayco AlUla JAY |
| -------------------- | ----------------------------- | -------------------- |
| Num                  | Coureur                       | Pos                  |
| 141                  | Simon Yates (GBR)             | AB                   |
| 142                  | Lawson Craddock (USA)         | AB                   |
| 143                  | Christopher Juul Jensen (DEN) | AB                   |
| 144                  | Chris Harper (AUS)            | AB                   |
| 145                  | Hagos Welay Berhe (ETH)       | 68e                  |
| 146                  | Filippo Zana (ITA)            | 31e                  |
| 147                  | Davide De Pretto (ITA)        | AB                   |

| Cofidis COF | Cofidis COF           | Cofidis COF |
| ----------- | --------------------- | ----------- |
| Num         | Coureur               | Pos         |
| 151         | Ion Izagirre (ESP)    | 47e         |
| 152         | Kenny Elissonde (FRA) | 73e         |
| 153         | Simon Geschke (GER)   | AB          |
| 154         | Jesús Herrada (ESP)   | AB          |
| 155         | Gorka Izagirre (ESP)  | 60e         |
| 156         | Jonathan Lastra (ESP) | 58e         |
| 157         | Hugo Toumire (FRA)    | AB          |

| Red Bull-Bora-Hansgrohe RBH | Red Bull-Bora-Hansgrohe RBH   | Red Bull-Bora-Hansgrohe RBH |
| --------------------------- | ----------------------------- | --------------------------- |
| Num                         | Coureur                       | Pos                         |
| 161                         | Daniel Martínez (COL)         | AB                          |
| 162                         | Roger Adrià (ESP)             | 40e                         |
| 163                         | Giovanni Aleotti (ITA)        | 23e                         |
| 164                         | Florian Lipowitz (GER)        | 15e                         |
| 165                         | Sergio Higuita (COL)          | 69e                         |
| 166                         | Alexander Hajek (AUT) (route) | 26e                         |
| 167                         | Ben Zwiehoff (GER)            | AB                          |

| Caja Rural-Seguros RGA CJR | Caja Rural-Seguros RGA CJR | Caja Rural-Seguros RGA CJR |
| -------------------------- | -------------------------- | -------------------------- |
| Num                        | Coureur                    | Pos                        |
| 171                        | Fernando Barceló (ESP)     | AB                         |
| 172                        | Abel Balderstone (ESP)     | AB                         |
| 173                        | Jefferson Cepeda (ECU)     | 13e                        |
| 174                        | Joseba López (ESP)         | 63e                        |
| 175                        | Joel Nicolau (ESP)         | 53e                        |
| 176                        | Eduard Prades (ESP)        | AB                         |
| 177                        | Thomas Silva (URU)         | 76e                        |

| Groupama-FDJ GFC | Groupama-FDJ GFC       | Groupama-FDJ GFC |
| ---------------- | ---------------------- | ---------------- |
| Num              | Coureur                | Pos              |
| 181              | Lenny Martinez (FRA)   | AB               |
| 182              | Lorenzo Germani (ITA)  | AB               |
| 183              | Olivier Le Gac (FRA)   | AB               |
| 184              | Enzo Paleni (FRA)      | AB               |
| 185              | Rémy Rochas (FRA)      | 20e              |
| 186              | Reuben Thompson (NZL)  | AB               |
| 187              | Eddy Le Huitouze (FRA) | AB               |

| Euskaltel-Euskadi EUS | Euskaltel-Euskadi EUS    | Euskaltel-Euskadi EUS |
| --------------------- | ------------------------ | --------------------- |
| Num                   | Coureur                  | Pos                   |
| 191                   | Nicolás Alustiza (ESP)   | AB                    |
| 192                   | Asier Etxeberria (ESP)   | AB                    |
| 193                   | Joan Bou (ESP)           | AB                    |
| 194                   | Mikel Bizkarra (ESP)     | AB                    |
| 195                   | Xabier Berasategi (ESP)  | 64e                   |
| 196                   | Xabier Isasa (ESP)       | 75e                   |
| 197                   | Víctor de la Parte (ESP) | 57e                   |

| Alpecin-Deceuninck ADC | Alpecin-Deceuninck ADC  | Alpecin-Deceuninck ADC |
| ---------------------- | ----------------------- | ---------------------- |
| Num                    | Coureur                 | Pos                    |
| 201                    | Tobias Bayer (AUT)      | AB                     |
| 202                    | Nicola Conci (ITA)      | 74e                    |
| 203                    | Michael Gogl (AUT)      | AB                     |
| 204                    | Jimmy Janssens (BEL)    | 56e                    |
| 205                    | Axel Laurance (FRA)     | AB                     |
| 206                    | Stan Van Tricht (BEL)   | AB                     |
| 207                    | Gianni Vermeersch (BEL) | AB                     |

| Arkéa-B&B Hotels ARK | Arkéa-B&B Hotels ARK      | Arkéa-B&B Hotels ARK |
| -------------------- | ------------------------- | -------------------- |
| Num                  | Coureur                   | Pos                  |
| 211                  | Louis Barré (FRA)         | 78e                  |
| 212                  | Clément Champoussin (FRA) | 70e                  |
| 213                  | Michel Ries (LUX)         | AB                   |
| 214                  | Thibault Guernalec (FRA)  | AB                   |
| 215                  | Simon Guglielmi (FRA)     | AB                   |
| 216                  | Laurens Huys (BEL)        | 83e                  |
| 217                  | Łukasz Owsian (POL)       | AB                   |

| Ineos Grenadiers IGD | Ineos Grenadiers IGD               | Ineos Grenadiers IGD |
| -------------------- | ---------------------------------- | -------------------- |
| Num                  | Coureur                            | Pos                  |
| 221                  | Jonathan Castroviejo (ESP)         | AB                   |
| 222                  | Omar Fraile (ESP)                  | AB                   |
| 223                  | Michael Leonard (CAN)              | AB                   |
| 224                  | Jhonatan Narváez (ECU) (route)     | 5e                   |
| 225                  | Salvatore Puccio (ITA)             | AB                   |
| 226                  | Óscar Rodríguez Garaicoechea (ESP) | 28e                  |
| 227                  | Connor Swift (GBR)                 | AB                   |

| Uno-X Mobility UXM | Uno-X Mobility UXM         | Uno-X Mobility UXM |
| ------------------ | -------------------------- | ------------------ |
| Num                | Coureur                    | Pos                |
| 231                | Odd Christian Eiking (NOR) | 39e                |
| 232                | Fredrik Dversnes (NOR)     | AB                 |
| 233                | Ådne Holter (NOR)          | AB                 |
| 234                | Anders Johannessen (NOR)   | AB                 |
| 235                | Tobias Johannessen (NOR)   | 24e                |
| 236                | Johannes Kulset (NOR)      | AB                 |
| 237                | Anders Skaarseth (NOR)     | AB                 |

| TotalEnergies TEN | TotalEnergies TEN       | TotalEnergies TEN |
| ----------------- | ----------------------- | ----------------- |
| Num               | Coureur                 | Pos               |
| 241               | Steff Cras (BEL)        | AB                |
| 242               | Pierre Latour (FRA)     | AB                |
| 243               | Valentin Ferron (FRA)   | AB                |
| 244               | Fabien Grellier (FRA)   | AB                |
| 245               | Jordan Jegat (FRA)      | 27e               |
| 246               | Alan Jousseaume (FRA)   | AB                |
| 247               | Alexis Vuillermoz (FRA) | AB                |